# Asthenia salax
Asthenia salax är en fjärilsart som beskrevs av Jordan 1924. Asthenia salax ingår i släktet Asthenia och familjen påfågelsspinnare. Inga underarter finns listade i Catalogue of Life.